# Уокинг (футбольный клуб)
«Уокинг» (англ. Woking Football Club) — английский футбольный клуб из города Уокинг, графство Суррей. Основан в 1889 году. Домашние матчи проводит на стадионе «Кингфилд».
В настоящее время выступает в Национальной лиге, пятом по значимости дивизионе в системе футбольных лиг Англии.

## История
Наивысшим достижением клуба является второе место в Национальной конференции в сезонах 1994/95 и 1995/96.